# Mádl Ferenc Összehasonlító Jogi Intézet
A negyedik Orbán-kormány 2019. április 25-én rendeletet alkotott a Mádl Ferenc Összehasonlító Jogi Intézet létrehozásáról és ugyanazon a napon kormányhatározatban határozta meg a kormányrendelet végrehajtáshoz szükséges feladatokat. Az Intézet elnöke dr. Martonyi János jogász, korábbi külügyminiszter lesz, az operatív vezetésre Raisz Anikó egyetemi docens kap megbízást. Az Intézet 2019. június 1-jén kezdi meg a működését.
Az Intézet névadója, Mádl Ferenc professzor, egykori köztársasági elnök, az összehasonlító jog mint jogterület hazai úttörője volt. 

## Jogállása
A Mádl Ferenc Összehasonlító Jogi Intézet az Igazságügyi Minisztérium háttérintézményeként, központi hivatalaként működik majd.
Az intézet 30 munkatársa elsősorban a jogalkotói munkát segítő alkalmazott kutatásokat végez, de távlati feladatai közé tartozik majd a jogszabályok utólagos hatásvizsgálata is. 